# Soul Train Music Awards
Los Soul Train Music Awards son unos premios que reconocen lo mejor de la música y el entretenimiento de la cultura afroamericana estadounidense. La ceremonia de entrega anual es producida por los realizadores de Soul train —programa televisivo del cual deriva su nombre— e incluye actuaciones de diversos artistas, principalmente, de música soul y rythm and blues. Tradicionalmente, la gala se transmitía por televisión los meses de febrero, marzo o abril, pero en las últimas ediciones se ha realizado en noviembre, la mayoría de las veces coincidiendo con el fin de semana de Acción de Gracias.
Las votaciones para elegir a los ganadores están a cargo de profesionales activos en programación de radioemisoras, tiendas de música, representantes y cantantes cuyos álbumes han figurado en determinadas listas de éxitos el año anterior a las elecciones.
Algunas personalidades que han animado las ceremonias de los Soul Train Music Awards son Luther Vandross, Dionne Warwick, Patti LaBelle, Will Smith, Vanessa Williams y Gladys Knight.
El trofeo otorgado a los ganadores representa una máscara ceremonial africana desde que fue creado en 1987. Janet Jackson mantiene el récord de la cantante femenina con más premios Soul Train, con trece, mientras que su hermano, Michael Jackson, tiene el récord entre los intérpretes masculinos, con veinte. R. Kelly, por su parte, posee el récord del artista con más nominaciones, con veintidós en total.
La ceremonia del 2008 no se llevó a cabo debido a varios factores, entre ellos, la huelga del sindicato de guionistas, el estado de salud de Don Cornelius y el cambio de distribuidores que sufría el programa Soul train en ese entonces. Al año siguiente, con los derechos de Soul train adquiridos por MadVision Entertainment, los Soul Train Music Awards fueron transmitidos el 24 de noviembre a través del canal Centric. La gala de 2009 fue realizada en Georgia World Congress Center, en Atlanta, conviritiéndose así en la primera ceremonia de los Soul Train organizada fuera del área de Los Ángeles.